# Alysicarpus salim-alii
Alysicarpus salim-alii är en ärtväxtart som beskrevs av Sarah M. Almeida och Marselein Rusario Almeida. Alysicarpus salim-alii ingår i släktet Alysicarpus och familjen ärtväxter. Inga underarter finns listade i Catalogue of Life.